# Чемпионат СССР по боксу 1964
30-й чемпионат СССР по боксу проходил 25—29 июня 1964 года в Хабаровске (РСФСР).

## Медалисты
| Весовая категория                   | Золото                                                  | Серебро                                       | Бронза                                                                                      |
| ----------------------------------- | ------------------------------------------------------- | --------------------------------------------- | ------------------------------------------------------------------------------------------- |
| Наилегчайший вес (до 51 кг)         | Станислав Сорокин Вооружённые силы (Московская область) | Мирон Муха «Спартак» (Львов)                  | Владимир Ларионов Вооружённые силы (Иркутск) В. Ощуков «Труд» (Новосибирск)                 |
| Легчайший вес (до 54 кг)            | Олег Григорьев Вооружённые силы (Московская область)    | Сергей Сивко «Трудовые резервы» (Москва)      | Александр Шашков Вооружённые силы (РСФСР) Виталий Бендаловский «Динамо» (Одесса)            |
| Полулёгкий вес (до 57 кг)           | Станислав Степашкин Вооружённые силы (Москва)           | Я. Гживинский «Спартак» (Киев)                | Валерий Белоусов Вооружённые силы (Краснодар) Пётр Чединовских Вооружённые силы (Хабаровск) |
| Лёгкий вес (до 60 кг)               | Геннадий Какошкин Вооружённые силы (Ленинград)          | Виктор Ямщиков «Трудовые резервы» (Тюмень)    | Борис Никоноров «Трудовые резервы» (Москва) Валерий Плотников «Буревестник» (Москва)        |
| Первый полусредний вес (до 63,5 кг) | Владимир Каримов «Трудовые резервы» (Караганда)         | Евгений Фролов «Трудовые резервы» (Москва)    | Валерий Фролов «Буревестник» (Москва) Юрий Поляков «Динамо» (Ленинград)                     |
| Второй полусредний вес (до 67 кг)   | Ричардас Тамулис «Жальгирис» (Каунас)                   | Валерий Трегубов Вооружённые силы (Волгоград) | Волда Трепша «Локомотив» (Даугавпилс) Станислав Кирсанов «Динамо» (РСФСР)                   |
| Первый средний вес (до 71 кг)       | Борис Лагутин «Трудовые резервы» (Москва)               | Виестур Тераудс Вооружённые силы (Латвия)     | Виктор Агеев Вооружённые силы (Московская область) Юрий Мавряшин «Локомотив» (Москва)       |
| Второй средний вес (до 75 кг)       | Валерий Попенченко «Динамо» (Ленинград)                 | Игорь Евстигнеев «Буревестник» (Москва)       | Владислав Умбрас «Локомотив» (Даугавпилс) Эдуард Кауфман «Спартак» (Алдан)                  |
| Полутяжёлый вес (до 81 кг)          | Алексей Киселёв Вооружённые силы (Московская область)   | Юрий Коноплёв Вооружённые силы (Ленинград)    | Дан Позняк Вооружённые силы (Вильнюс) Евгений Зимин «Динамо» (Новосибирск)                  |
| Тяжёлый вес (свыше 81 кг)           | Александр Изосимов Вооружённые силы (Краснодар)         | Андрей Абрамов Вооружённые силы (Москва)      | Николай Сухарев Вооружённые силы (Ростов-на-Дону) В. Ориенко «Динамо» (Львов)               |